# Lista de filmes portugueses de 2006
Lista de filmes portugueses de longa-metragem lançados comercialmente em Portugal em 2006, nas salas de cinema.
Nota: Na secção coprodução, passando o cursor sobre a bandeira aparecerá o nome do país correspondente.
| #  | Filme                                              | Realização                   | Género                      | Estreia        | Coprodução                  |
| -- | -------------------------------------------------- | ---------------------------- | --------------------------- | -------------- | --------------------------- |
| 1  | 20,13 Purgatório                                   | Joaquim Leitão               | Guerra                      | 21 de dezembro | —                           |
| 2  | 98 Octanas                                         | Fernando Lopes               | Aventura, drama, romance    | 14 de setembro | Espanha · França            |
| 3  | Alguns Dias em Setembro                            | Santiago Amigorena           | Drama, suspense, guerra     | 14 de setembro | França · Itália             |
| 4  | Animal                                             | Rose Bosch                   | Ficção científica, suspense | 7 de setembro  | França · Reino Unido        |
| 5  | Brumas                                             | Ricardo Costa                | Drama                       | 9 de novembro  | —                           |
| 6  | Coisa Ruim                                         | Frederico Serra Tiago Guedes | Terror, mistério            | 2 de março     | —                           |
| 7  | O Diabo a Quatro                                   | Alice de Andrade             | Comédia                     | 6 de julho     | Brasil · França · Suíça     |
| 8  | Diários da Bósnia                                  | Joaquim Sapinho              | Documentário                | 13 de julho    | —                           |
| 9  | Diário de um Novo Mundo                            | Paulo Nascimento             | Drama                       | 7 de setembro  | Brasil                      |
| 10 | Espelho Mágico                                     | Manoel de Oliveira           | Drama, musical              | 9 de março     | —                           |
| 11 | Filme da Treta                                     | José Sacramento              | Comédia                     | 12 de outubro  | —                           |
| 12 | Inconscientes                                      | Joaquín Oristrell            | Comédia, mistério, romance  | 8 de junho     | Alemanha · Espanha · Itália |
| 13 | Juventude Em Marcha                                | Pedro Costa                  | Drama                       | 23 de novembro | França · Suíça              |
| 14 | Lavado em Lágrimas                                 | Rosa Coutinho Cabral         | Drama                       | 26 de janeiro  | —                           |
| 15 | Lisboetas                                          | Sérgio Tréfaut               | Documentário                | 20 de abril    | —                           |
| 16 | Movimentos Perpétuos: Cinetributo a Carlos Paredes | Edgar Pêra                   | Documentário, musical       | 4 de maio      | —                           |
| 17 | Natureza Morta                                     | Susana de Sousa Dias         | Documentário                | 25 de maio     | França                      |
| 18 | Pele                                               | Fernando Vendrell            | Drama                       | 4 de maio      | —                           |
| 19 | Transe                                             | Teresa Villaverde            | Drama                       | 5 de outubro   | França · Itália · Rússia    |
| 20 | Vanitas                                            | Paulo Rocha                  | Drama                       | 30 de março    | —                           |
| 21 | O Veneno da Madrugada                              | Ruy Guerra                   | Drama                       | 27 de abril    | Argentina · Brasil          |
| 22 | Viúva Rica Solteira Não Fica                       | José Fonseca e Costa         | Drama, comédia              | 16 de novembro | Brasil                      |